# Piano di Sorgenfrey

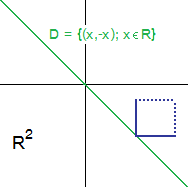
L'antidiagonale del piano di Sorgenfrey è un sottospazio discreto. Infatti i rettangoli aperti possono intersecare ogni suo punto preso singolarmente.

In topologia, il piano di Sorgenfrey è un controesempio spesso citato per confutare congetture apparentemente plausibili. Consiste nel prodotto della retta di Sorgenfrey (la retta reale {\displaystyle \mathbb {R} } dotata della topologia del limite inferiore) con se stessa. La retta e il piano di Sorgenfrey prendono il nome dal matematico statunitense Robert Sorgenfrey.
Una base per il piano di Sorgenfrey, denotato d'ora in poi con {\displaystyle \mathbb {S} }, è costituita dall'insieme dei rettangoli che includono il lato sinistro, lo spigolo sinistro inferiore e il lato inferiore mentre non includono lo spigolo inferiore destro, il lato destro, lo spigolo superiore destro, il lato superiore e lo spigolo superiore sinistro. Gli aperti di questa topologia sono costituiti dalle unioni di tali rettangoli.
{\displaystyle \mathbb {S} } è un esempio di spazio non di Lindelöf ma che è prodotto di spazi di Lindelöf. È anche un esempio di spazio non normale ma che è prodotto di spazi normali. Di questo spazio consideriamo la diagonale secondaria {\displaystyle \Delta =\{(x,-x)\mid x\in \mathbb {R} \}}, questo è un sottoinsieme discreto che come sottospazio topologico risulta non essere separabile nonostante il piano di Sorgenfrey lo sia. Ciò dimostra che la separabilità non è ereditata dalla topologia del sottoinsieme. Da notare che {\displaystyle K=\{(x,-x)\mid x\in \mathbb {Q} \}} e {\displaystyle \Delta \setminus K} sono insiemi chiusi che non possono essere separati con insiemi aperti; ciò mostra che {\displaystyle \mathbb {S} } non è uno spazio normale.